# 채널S
채널S(Channel S)는 SK브로드밴드의 자회사 주식회사 미디어에스에서 운영하는 채널로 2021년 4월 8일에 개국하였다.

## 연혁
- 2021년 4월 8일 - B tv, U+ TV 신규 런칭 시작.
- 2021년 7월 22일 - 올레 TV에서 채널S의 채널 번호가 173번에서 70번으로 변경.
- 2022년 5월 18일 - 스카이라이프 신규 런칭 시작.
- 2022년 12월 15일 - U+ TV에서 채널S의 채널 번호가 62번에서 61번으로 변경.
- 2023년 12월 30일 - 스카이라이프에서 채널S의 채널 번호가 150번에서 93번으로 변경.
- 2024년 2월 28일 - 지니 TV에서 채널S의 채널 번호가 70번에서 44번으로 변경.
- 2024년 9월 22일 - 채널S에서 드라마 자막 서비스 시작.

## 주요 프로그램
- Who am I
- 힐링산장 2
- 무한도전
- 그림자 미녀
- 다시, 플라이
- 더듬이TV: 우당탕탕 안테나
- 신과 함께 시즌3
- 김구라의 라떼9
- 다시 갈 지도
- 우리 갑순이
- 니돈내산 독박투어

## 같이 보기
- SK브로드밴드